# Glycerolesters van houthars
Glycerolesters van houthars zijn triglyceriden van houthars. Ze vormen een voedingsadditief dat aangewend wordt als emulgator en stabilisator. Het E-nummer is E445.
E445 wordt vooral gebruikt als stabilisator in frisdrank, limonade, sportdrank en andere niet-alcoholhoudende dranken, vooral die met citroen- of limoensmaak. Enkele voorbeelden zijn:
- Fanta Lemon[1]
- Aquarius Lemon en Aquarius Zero[2]
- Glacéau vitaminwater[3]
- Vitalinea Agrumes, Lime & Lemon en Orange & Passion[4]
- Reasons Iso Active[5]

Het kan ook gebruikt worden in kauwgombasis. Een nieuwe toepassing die in 2012 in de Europese Unie is toegelaten, is die van emulgator voor het bedrukken van suikergoedproducten met een gepersonaliseerde, harde afdeklaag. De emulgator E445 zorgt voor een homogene menging van de ingrediënten waardoor men kwalitatief hoogwaardige veelkleurige afbeeldingen op suikergoed kan aanbrengen.